# Hung Hom

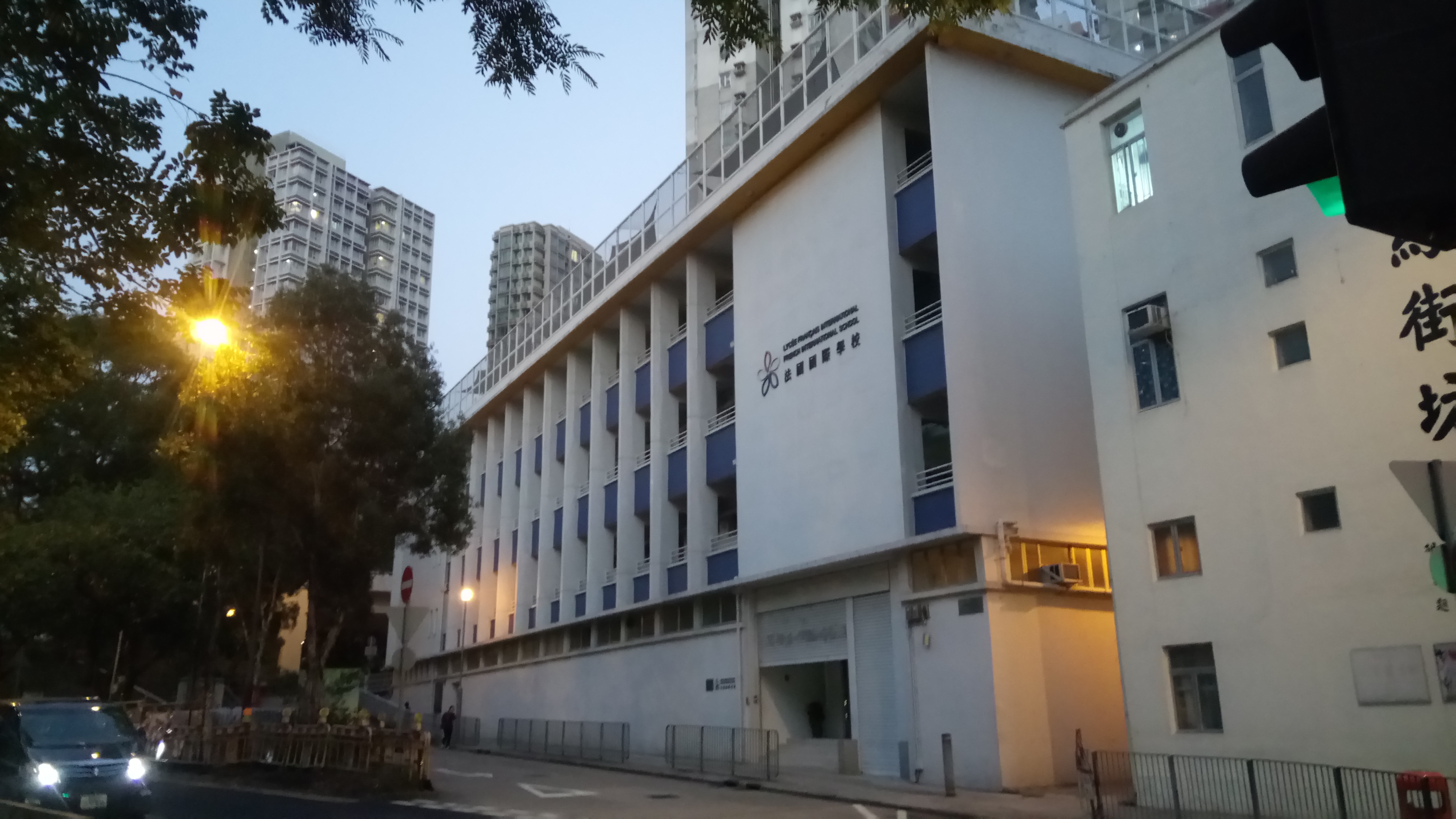
Campus Hung Hom du Lycée français international Victor-Segalen

Hung Hom (en chinois : 紅磡) est un quartier de Kowloon à Hong Kong, dans le district de Kowloon City.

## Enseignement
Etablissements scolaires:
- Campus Hung Hom du Lycée français international Victor-Segalen[1]